# Rjurik
Rjurik (in russo Рюрик?, in norreno Hrœrekr o Hrørīkr) (Reric, circa 798 – Velikij Novgorod, 879) è un semi-leggendario capo variago, considerato il capostipite della dinastia Rjurikide.  Secondo una versione, Era figlio di Godoslav ed Umila.

## Storia e biografia
Quasi alla fine del VIII secolo Umila fu sposata a Godoslav, e circa nel 798 loro ebbero il loro primogenito, Rjurik (chiamato dagli obodriti Rurich)
In seguito ebbero altri due figli: Truvor attorno al 800, e Sineus intorno all'801. Nel 808 Godoslav fu impiccato dall'esercito di Göttrik, che attaccò l'unione tribale degli Obodriti ed occupò parte delle loro terre, compreso l'insediamento di Reric.
Nel 862 invitati dalle popolazioni locali per governare a Novgorod i tre fratelli approdarono al lago Ladoga. Rjurik si stabilì a Novgorod, Sineus a Belozersk e Truvor a Izborsk. I due fratelli morirono poco dopo e Rurik consolidò queste terre sotto il proprio regno. Rimase al potere fino alla propria morte, avvenuta nell'879.
Morì lasciando un figlio, Igor' di Kiev, di soli due anni, il potere fu passato al cognato di Rjurik, Oleg di Kiev.

## La fondazione della Rus' di Kiev
Askold e Dir, i seguaci di Rjurik, che furono inviati a Tsargrad (Costantinopoli), presero Kiev prima di lanciare l'attacco (a Costantinopoli) registrato nelle fonti bizantine per l'anno 860
Tre anni dopo la morte di Rjurik Oleg di Kiev uccide Askold e Dir e assunse il titolo di Principe di Kiev, dando così l'inizio allo Stato noto come la Rus' di Kiev che mantenne il controllo su tutta la regione fino al 1240.
"Rus' di Kiev" è un nome moderno apparso nel XIX secolo, il nome utilizzato nel Medioevo fu " terra dei Rus' "
Oleg di Kiev governo fino al 912. Gli successe il figlio di Rjurik, Igor' di Kiev. Poco prima di salire al trono Igor sposò una donna variaga, Olga che guidò il paese dopo che Igor fu assassinato dalla tribu dei Drevliani, tra il 945 e il 963.

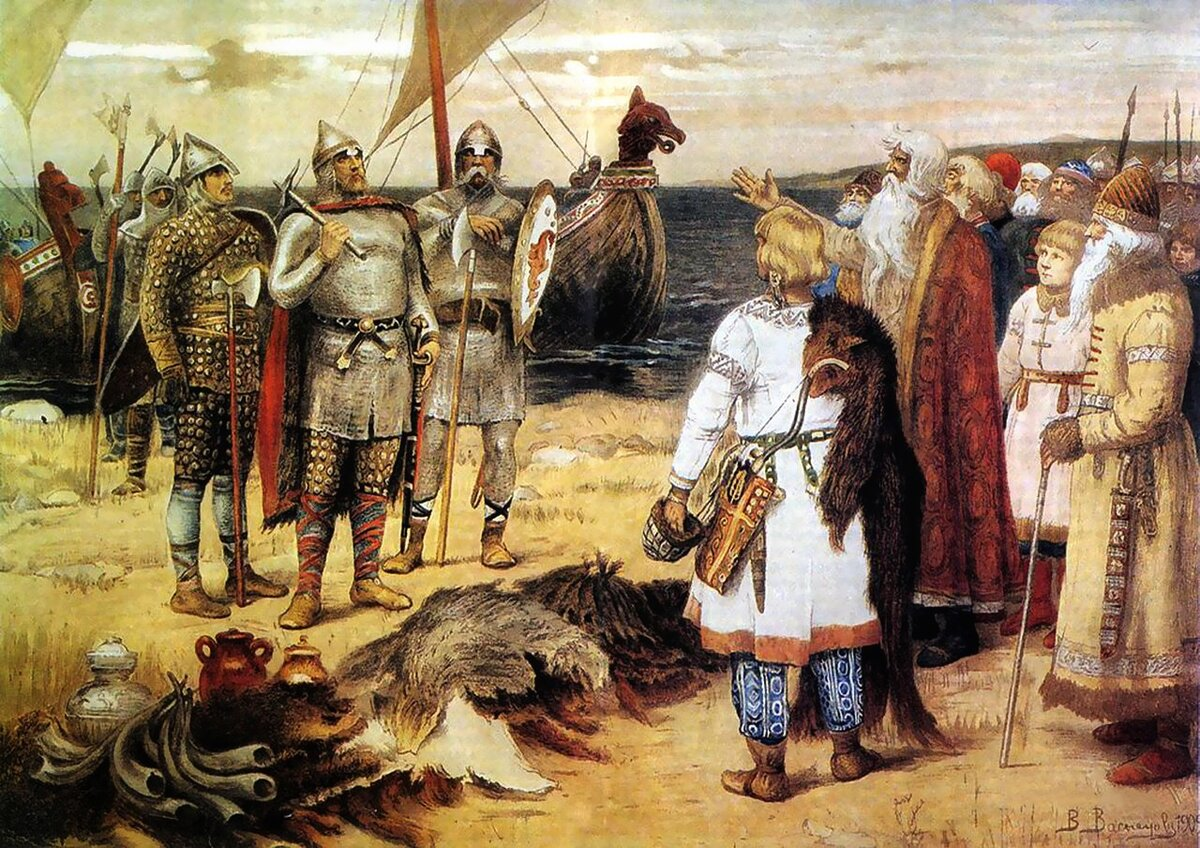
Arrivo di Rurik a Ladoga

Anche la famiglia principesca russa dei Barjatinskij vanta una discendenza da Rjurik. Nella Cronaca degli anni passati si precisa in un passaggio che Igor' era zio di Igor' il Minore  ed Acun. 

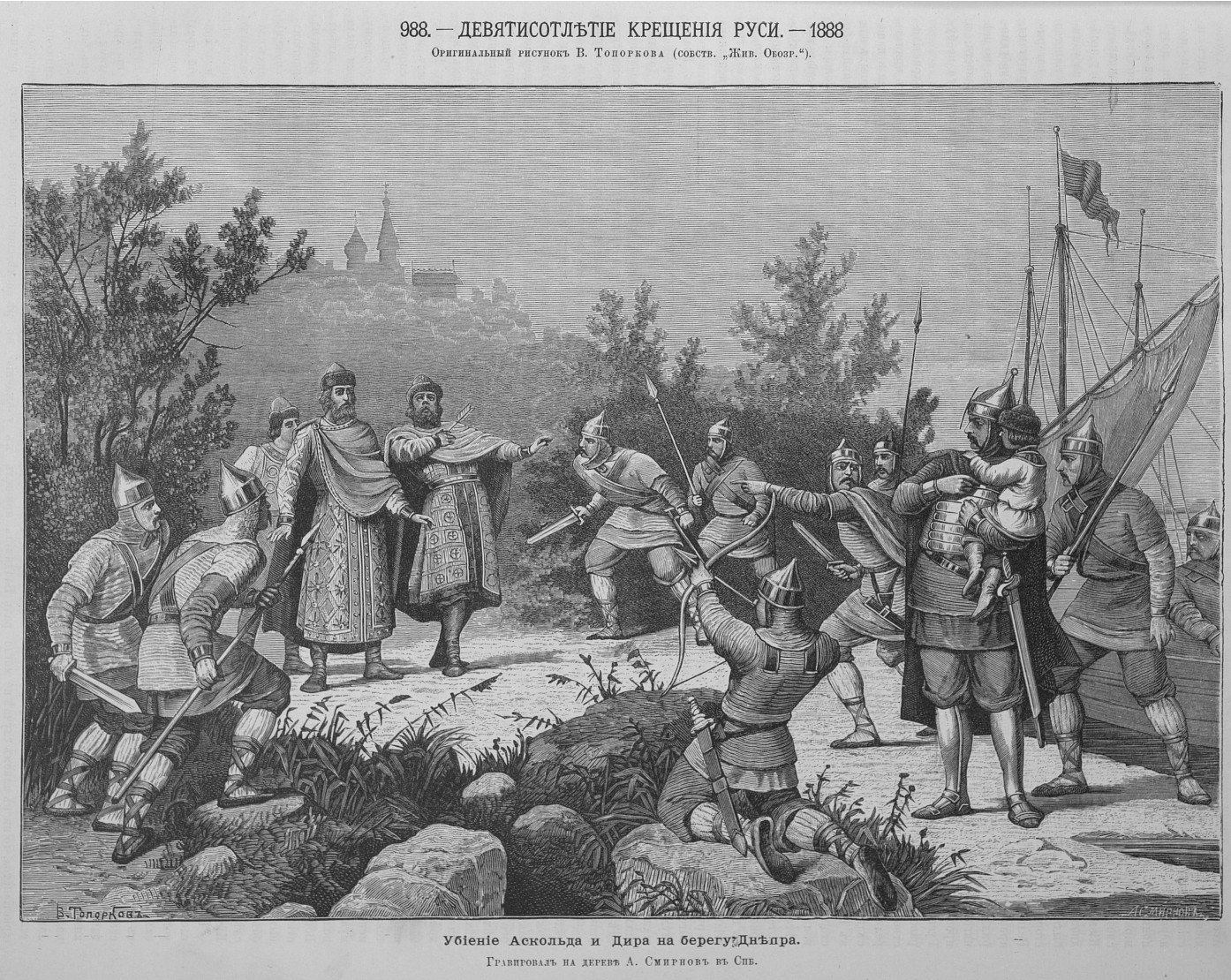
Ascold e Dir uccisi da Oleg di Kiev sul fiume Dnipro

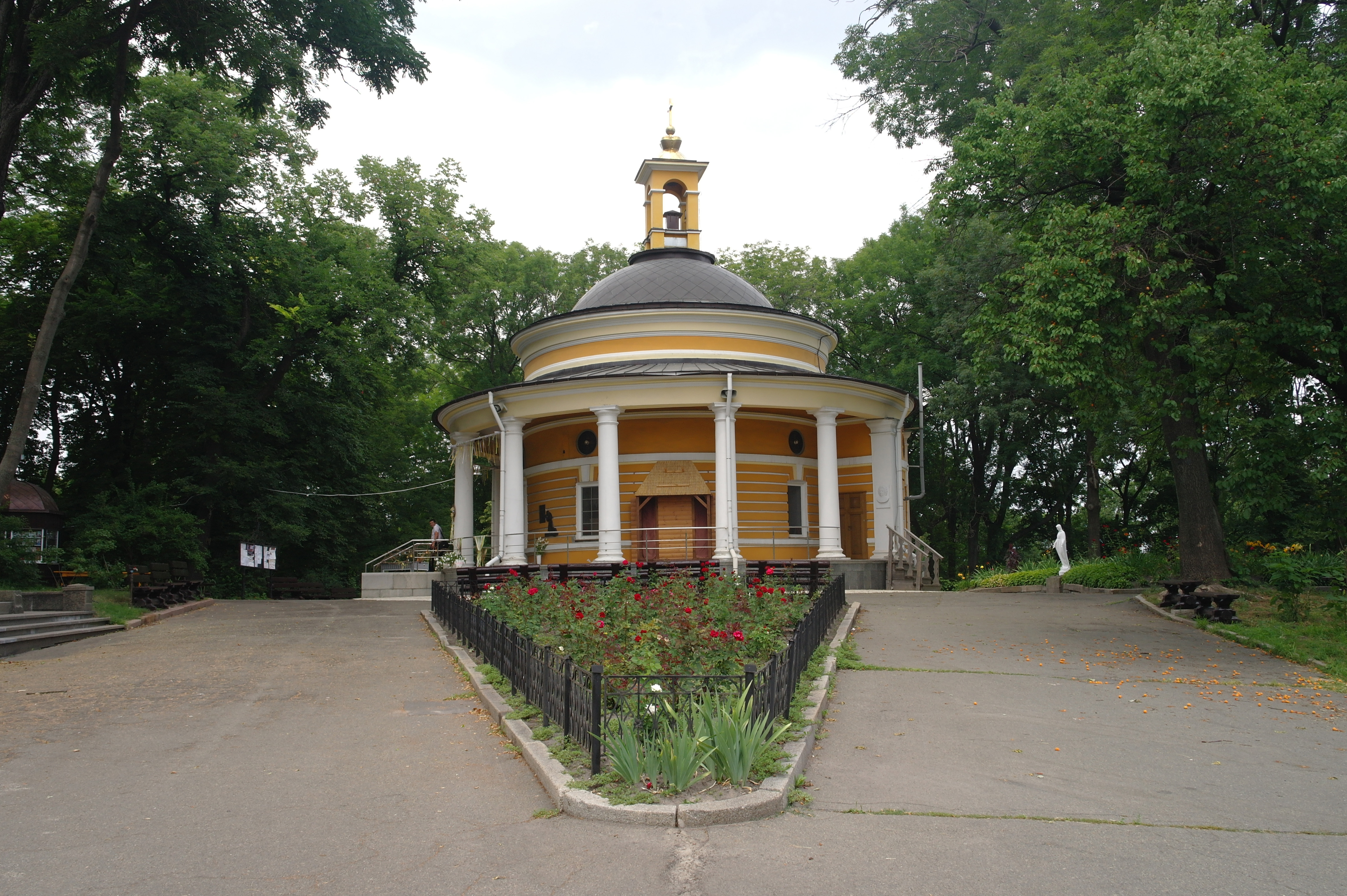
Chiesa della Tomba di Askold a Kiev

## Ascendenza
|                         |         |         | Genitori             |  |  | Nonni |  |  | Bisnonni   |  |  | Trisnonni |  |
|                         |         |         |                      |  |  |       |  |  | Aribert II |  |  | Aribert I |  |
|                         |         |         |                      |  |  |       |  |  | Aribert II |  |  | Aribert I |  |
|                         |         | Wundana |                      |  |  |       |  |  | Aribert II |  |  |           |  |
| Witzan                  |         |         |                      |  |  |       |  |  | Aribert II |  |  |           |  |
|                         |         | figlia  | Ulfred d'Inghilterra |  |  |       |  |  |            |  |  |           |  |
|                         |         | figlia  | Ulfred d'Inghilterra |  |  |       |  |  |            |  |  |           |  |
|                         |         | figlia  | …                    |  |  |       |  |  |            |  |  |           |  |
| Godoslav degli Obodriti |         | figlia  |                      |  |  |       |  |  |            |  |  |           |  |
|                         |         | …       | …                    |  |  |       |  |  |            |  |  |           |  |
|                         |         | …       | …                    |  |  |       |  |  |            |  |  |           |  |
|                         |         | …       | …                    |  |  |       |  |  |            |  |  |           |  |
| …                       |         | …       |                      |  |  |       |  |  |            |  |  |           |  |
|                         |         | …       | …                    |  |  |       |  |  |            |  |  |           |  |
|                         |         | …       | …                    |  |  |       |  |  |            |  |  |           |  |
|                         |         | …       | …                    |  |  |       |  |  |            |  |  |           |  |
| Rjurik                  |         | …       |                      |  |  |       |  |  |            |  |  |           |  |
|                         | Buryvoj | Ḧrabr?  |                      |  |  |       |  |  |            |  |  |           |  |
|                         | Buryvoj | Ḧrabr?  |                      |  |  |       |  |  |            |  |  |           |  |
|                         | Buryvoj | …       |                      |  |  |       |  |  |            |  |  |           |  |
| Gostomysl               | Buryvoj |         |                      |  |  |       |  |  |            |  |  |           |  |
|                         |         | …       | …                    |  |  |       |  |  |            |  |  |           |  |
|                         |         | …       | …                    |  |  |       |  |  |            |  |  |           |  |
|                         |         | …       | …                    |  |  |       |  |  |            |  |  |           |  |
| Umila Gostomyslovna     |         | …       |                      |  |  |       |  |  |            |  |  |           |  |
|                         |         | …       | …                    |  |  |       |  |  |            |  |  |           |  |
|                         |         | …       | …                    |  |  |       |  |  |            |  |  |           |  |
|                         |         | …       | …                    |  |  |       |  |  |            |  |  |           |  |
| …                       |         | …       |                      |  |  |       |  |  |            |  |  |           |  |
|                         |         | …       | …                    |  |  |       |  |  |            |  |  |           |  |
|                         |         | …       | …                    |  |  |       |  |  |            |  |  |           |  |
|                         |         | …       | …                    |  |  |       |  |  |            |  |  |           |  |
|                         |         | …       |                      |  |  |       |  |  |            |  |  |           |  |

## L'identificazione
Fin dal XIX secolo ci sono stati tentativi di identificare Rurik con Rorik di Dorestad, un condottiero danese suo contemporaneo. L'idea fu resa popolare dagli storici di epoca sovietica Boris Rybakov e Anatoly Kirpichnikov ma l'identificazione resta problematica, e altri studiosi come Alexander Nazarenko l'hanno confutata.

## Galleria d'immagini

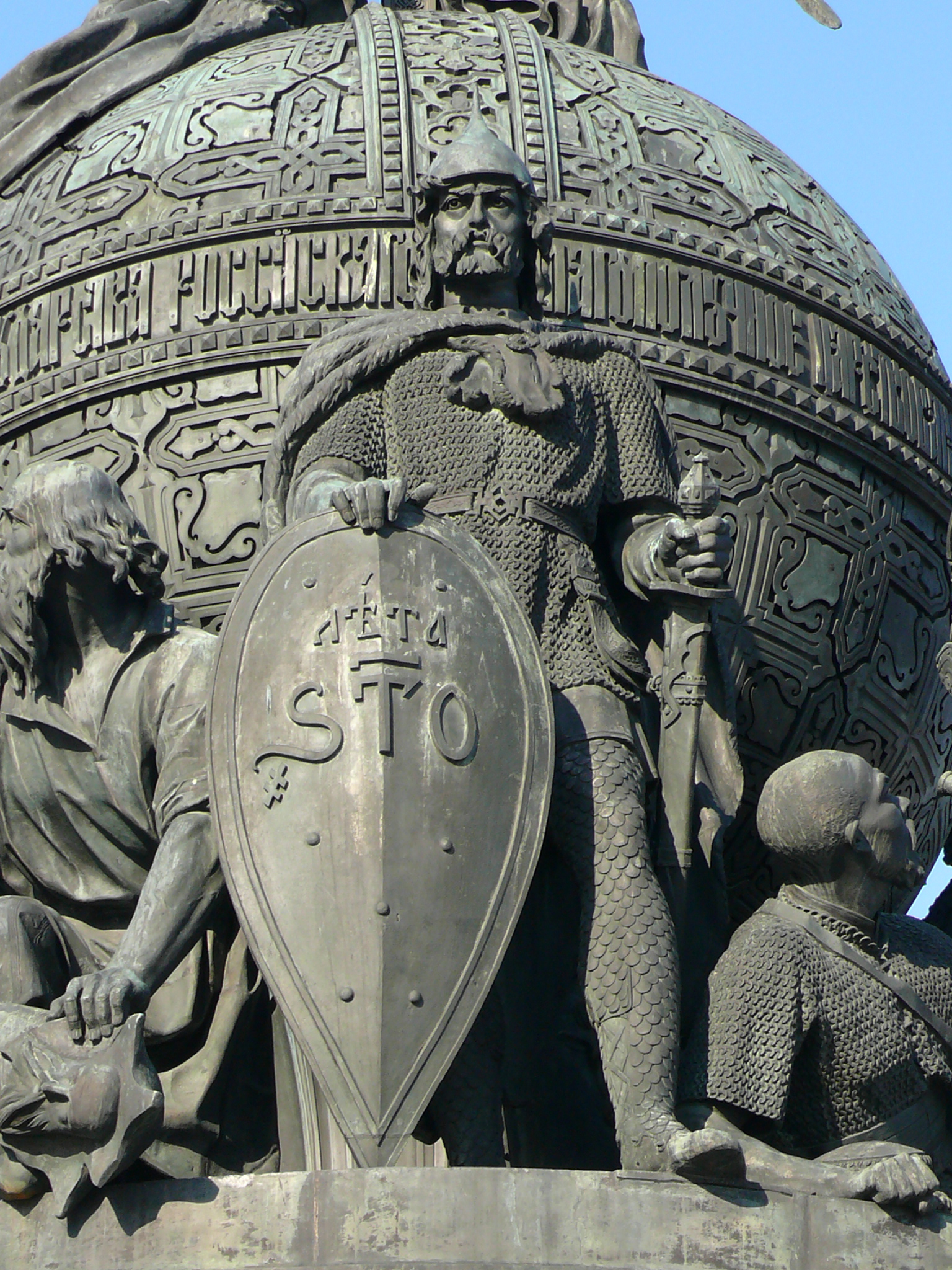
Rurik nel "Millenario della Russia", monumento eretto a Velikij Novgorod.
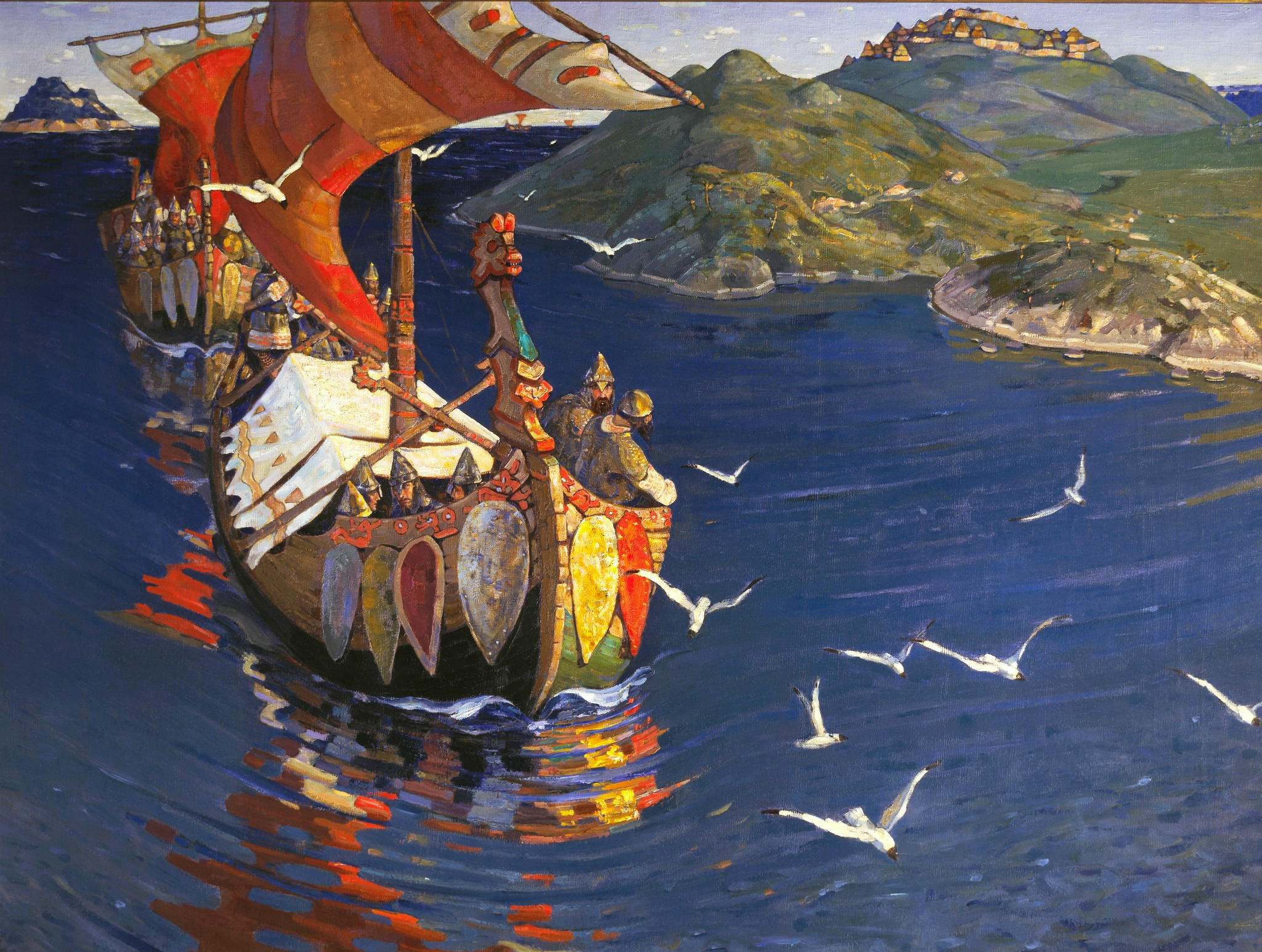
Ospiti d'oltremare, dipinto di Nikolaj Konstantinovič Rerich esposto alla Galleria Tret'jakov.
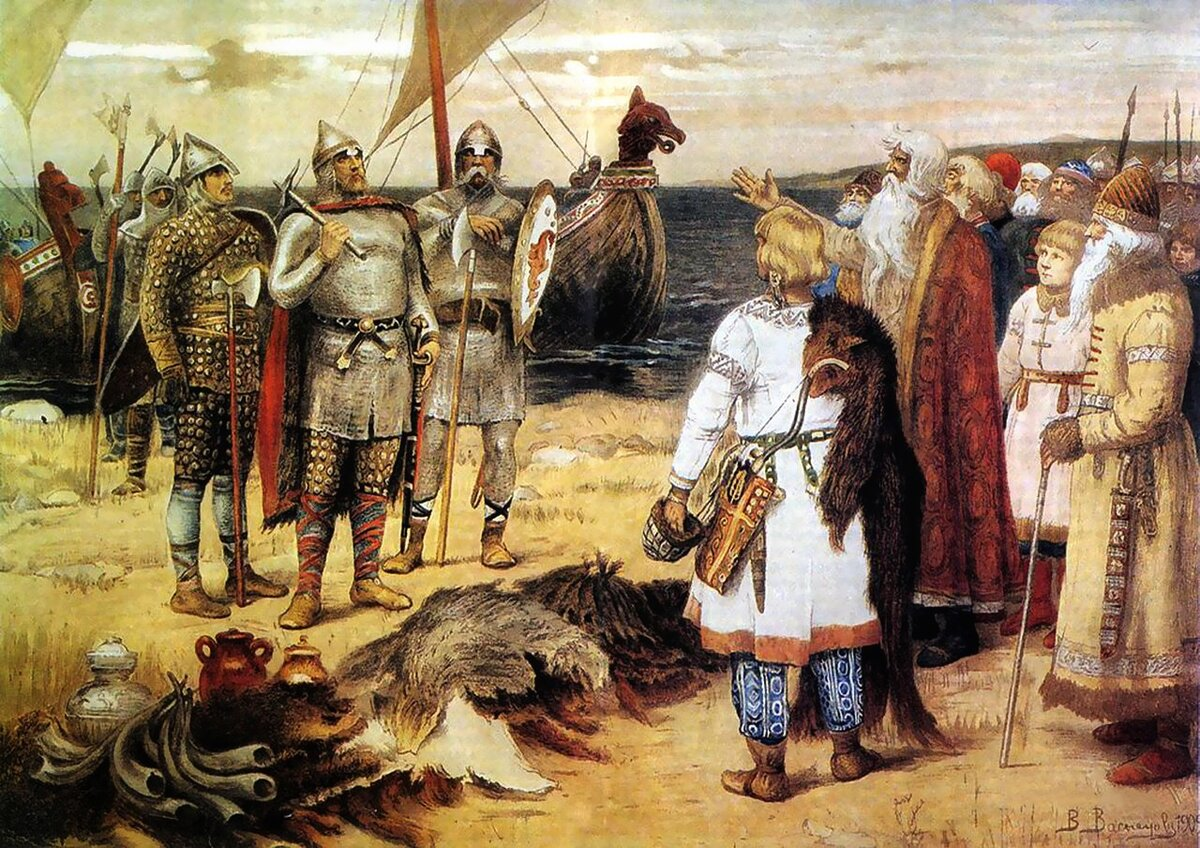
L'approdo di Rurik con i fratelli Sineus e Truvor al Lago Ladoga, dipinto di Apollinarij Michajlovič Vasnecov
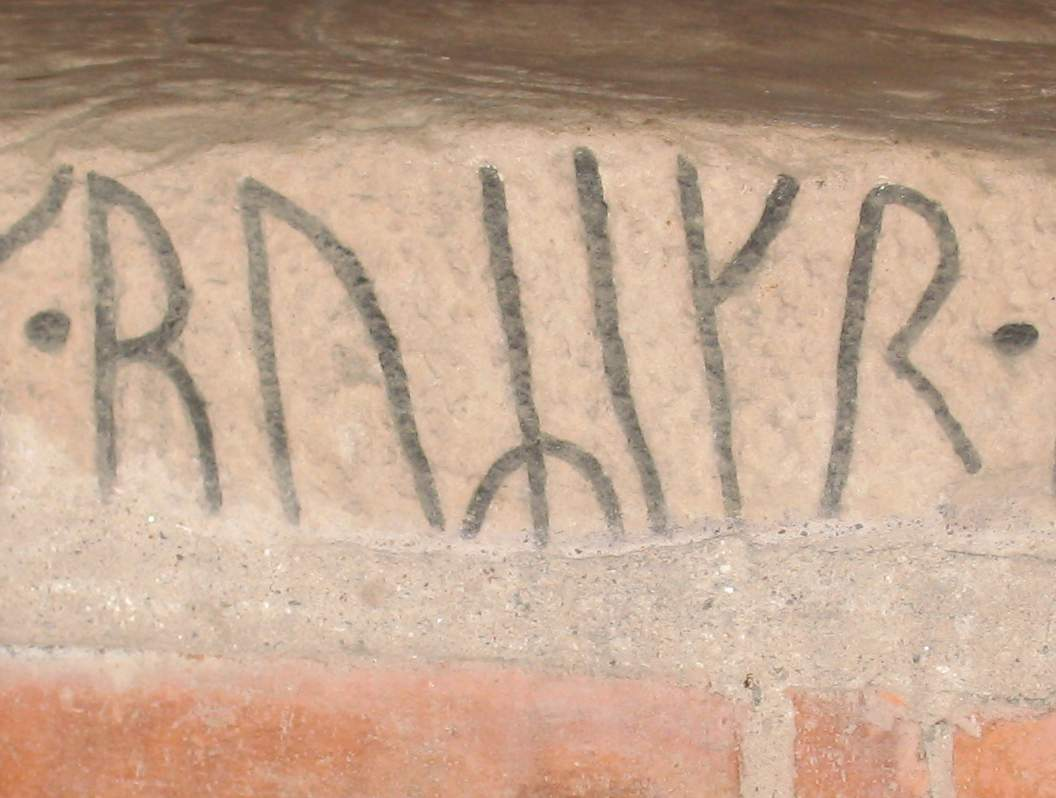
Il nome di Rjurik in alfabeto runico